# Liste des films de Neon
Cet article est une liste des films produits et/ou distribués par Neon.

## Liste des films produits
Note : Les films listés ci-dessous sont produits et distribués (à minima aux États-Unis) par Neon.

### Années 2020
- 2021 :
  - In The Earth de Ben Wheatley[1]
  - The Year of the Everlasting Storm[2]
- 2023 :
  - Infinity Pool de Brandon Cronenberg[3]
  - Inside de Bishal Dutta[4]
- 2024 :
  - Stress Positions de Theda Hammel[5]
  - Brats de Andrew McCarthy
  - Cuckoo de Tilman Singer[6]
  - Seeking Mavis Beacon de Jazmin Jones
  - Bad Actor: A Hollywood Ponzi Scheme de Joslyn Jensen
  - The End de Joshua Oppenheimer[7]
  - 2073 de Asif Kapadia[8]

- 2025 :
  - Splitsville de Michael Angelo Covino
- TBA : 
  - I Love Boosters de Boots Riley
  - The Wrong Girls de Dylan Meyer
  - Her Private Hell de  Nicolas Winding Refn
  - Bad Lieutenant: Tokyo de Takashi Miike

## Liste des films distribués
Note : Les films listés ci-dessous sont les films dont Neon possède les droits nord-américains de diffusion.

### Années 2010
- 2017 :
  - Colossal de Nacho Vigalondo[9]
  - Risk de Laura Poitras
  - The Bad Batch de Ana Lily Amirpour[10]
  - The B-Side : Elsa Dorfman's Portrait Photography de Errol Morris
  - Instalife de Matt Spicer[11]
  - Les Bums de plage de Eliza Hittman[12]
  - Moi, Tonya de Craig Gillespie[13]

- 2018 :
  - Gemini de Aaron Katz[14]
  - Borg McEnroe de Janus Metz Pedersen
  - Revenge de Coralie Fargeat[15]
  - Three Identical Strangers de Tim Wardle
  - Assassination Nation de Sam Levinson[16]
  - Monsters and Men de Reinaldo Marcus Green[17]
  - Border de Ali Abbasi[18]
  - Vox Lux de Brady Corbet[19]

- 2019 :
  - The Beach Bum de Harmony Korine[20]
  - Amazing Grace de Alan Elliot[21]
  - Little Woods de Nia DaCosta[22]
  - Tout est possible de John Chester[23]
  - Wild Rose de Tom Harper[24]
  - Honeyland de Ljubomir Stefanov et Tamara Kotevska[25]
  - Luce de Julius Onah[26]
  - Monos de Alejandro Landes[27]
  - Little Monsters de Abe Forsythe[28]
  - Parasite de Bong Joon-ho[29]
  - Portrait de la jeune fille en feu de Céline Sciamma[30]
  - Clemency de Chinonye Chukwu[31]

### Années 2020
- 2020 :
  - The Lodge de Veronika Franz et Severin Fiala[32]
  - Shirley de Josephine Decker[33]
  - Palm Springs de Max Barbakow[34]
  - Possessor de Brandon Cronenberg[35]
  - Totally Under Control de Alex Gibney
  - Ammonite de Francis Lee[36]

- 2021 :
  - Chers Camarades ! de Andreï Kontchalovski
  - La Nuit des rois de Philippe Lacôte[37]
  - Gunda de Viktor Kossakovski[38]
  - Nouvel Ordre de Michel Franco[39]
  - Pig de Michael Sarnoski[40]
  - Ailey de Jamila Wignot[41]
  - Titane de Julia Ducournau[42]
  - Julie (en 12 chapitres) de Joachim Trier[43]
  - Spencer de Pablo Larraín[44]
  - Petite Maman de Céline Sciamma[45]
  - Flee de Jonas Poher Rasmussen[46]
  - Memoria de Apichatpong Weerasethakul[47]

- 2022 :
  - Pleasure de Ninja Thyberg[48]
  - A Chiara de Jonas Carpignano[49]
  - Les Crimes du futur de David Cronenberg[50]
  - Moonage Daydream de Brett Morgen[51]
  - Sans filtre de Ruben Östlund[52]
  - Toute la beauté et le sang versé de Laura Poitras[53]
  - Les Bonnes Étoiles de Hirokazu Kore-eda[54]

- 2023 :
  - Enys Men de Mark Jenkin
  - Sabotage de Daniel Goldhaber[55]
  - Robots de Casper Christensen et Anthony Hines[56]
  - Soumission de Zachary Wigon[57]
  - The Royal Hotel de Kitty Green[58]
  - Anatomie d'une chute de Justine Triet[59]
  - Perfect Days de Wim Wenders[60]
  - Mon ami robot de Pablo Berger[61]
  - Eileen de Wiliam Oldroyd[62]
  - La Chimère de Alice Rohrwacher[63]
  - Ferrari de Michael Mann[64]

- 2024 :
  - Immaculée de Michael Mohan[65]
  - Stress Positions de Theda Hammel
  - Babes de Pamela Adlon[66]
  - Håndtering av udøde de Thea Hvistendahl[67]
  - Longlegs de Osgood Perkins[68]
  - Mother's Instinct de Benoît Delhomme[69]
  - Seeking Mavis Beacon de Jazmin Jones
  - Anora de Sean Baker[70]
  - Les Graines du figuier sauvage de Mohammad Rasoulof[71]
- 2025 :
  - The Monkey de Osgood Perkins[72]
  - The Actor de Duke Johnson[73]
  - Hell of a Summer de Finn Wolfhard et Billy Bryk[74]
  - Splitsville de Michael Angelo Covino
  - Alpha de Julia Ducournau
  - Orwell : 2 + 2 = 5 de Raoul Peck[75]
  - Life of Chuck de Mike Flanagan[76]

## Liste des films distribués mondialement

### Années 2010
- 2019 :
  - Apollo 11 de Todd Douglas Miller[77]

### Années 2020
- 2020 :
  - Spaceship Earth de Matt Wolf[78]
  - The Painter and the Thief de Benjamin Ree[79]
  - She Dies Tomorrow de Amy Seimetz[80]
- 2021 :
  - The Killing of Two Lovers de Robert Machoian[81]
- 2022 :
  - Beba de Rebecca Huntt[82]
- 2023 : 
  - Origin de Ava DuVernay[83]
- 2025 :
  - Presence de Steven Soderbergh[84]
  - Together de Michael Shanks[85]